# Walter Zuber Armstrong
Walter Zuber Armstrong (* 9. September 1936; † 1. März 1998) war ein US-amerikanischer Jazz-Musiker (Piano, Flöte, Bassklarinette), Komponist, Arrangeur und Hochschullehrer.

## Leben
Zuber Armstrong hatte eine klassische Ausbildung und studierte am New York College of Music, an der Juilliard School und am Royal Conservatory of Music in Toronto. Von Eric Dolphy und Anthony Braxton beeinflusst, legte er 1973  mit eigenem Ensemble erste Aufnahmen auf seinem Label World Artists vor. 1979 spielte er zwei Duo-Alben mit Steve Lacy ein, die in Amsterdam entstanden. Anfang der 1980er Jahre trat er im Walker Art Center in Minneapolis mit dem Multiinstrumentalisten Milo Fine auf. Er lebte dann in Bellingham (Washington) und konzertierte häufig im nahen Vancouver, wo er mit kanadischen Musikern wie dem Pianisten Paul Plimley und dem Schlagzeuger Greg Simpson arbeitete. Er unterrichtete an der Western Washington University in Bellingham und am Fairhaven College. Seine letzten Konzerte gab er Ende der 1990er Jahre bei Feiern in Bellingham zu Ehren von Martin Luther King Jr. und dem Black History Month.

## Diskographische Hinweise
- Alpha and Omega (1973) mit Dan O’Brien, Martin Lund, Michael-Ann Burnett, Bill Grauss
- Hitana (1976)
- Call Notes (1979) mit Steve Lacy
- Alter Ego (1979) mit Steve Lacy
- Live At Walker Art Center (1982) mit Milo Fine